# Hespérie maghrébine
Thymelicus hamza
Espèce
L’Hespérie maghrébine  (Thymelicus hamza) est un insecte lépidoptère de la famille des Hesperiidae, de la sous-famille des Hesperiinae et du genre Thymelicus.

## Dénomination
Thymelicus hamza a été décrit par Charles Oberthür en 1876 sous le nom de Papilio hamza.

### Noms vernaculaires
L'Hespérie maghrébine se nomme Maroccan small Skipper en anglais.

### Sous-espèces
- Thymelicus hamza hamza au Maroc, en Algérie et en Tunisie
- Thymelicus hamza novissima en Libye[1].

## Description
C'est un petit papillon qui ressemble à l'Hespérie du chiendent, d'une envergure de 22 mm à 26 mm dont le dessus des ailes est de couleur marron orangé à marron suivant les lieux de résidence mais avec aux antérieures chez le mâle une ligne androconiale courte et épaisse,.

## Biologie

### Période de vol et hivernation
L'Hespérie maghrébine vole en une seule génération de début mai à fin juin.

### Plantes hôtes
Les plantes hôtes de sa chenille sont de nombreuses graminées.

## Écologie et distribution
L'Hespérie maghrébine réside dans toute l'Afrique du Nord, au Maroc, en Algérie, en Tunisie et en Libye,.

### Biotope
L'Hespérie maghrébine réside dans les milieux fleuris, à une altitude de 500 m à 2 400 m.

### Protection
Pas de statut de protection particulier.